# Réponses, Solutions et Connaissance
 (mai 2021).
Réponses, Solutions et Connaissance (en anglais Answers Solution Knowledge (ASK)) au Maroc est l'un des quatre départements de la branche marocaine de Association internationale des étudiants en sciences économiques et commerciales(AIESEC). Chaque année, l'AIESEC choisit un thème socioculturel au niveau mondial et le met en œuvre au niveau local,.

## Historique
L'AIESEC Maroc a été fondée en 1986 et a vu le jour à l'École Supérieure de Gestion Internationale (ESIG) à Casablanca. Elle est basée à l'école Supinfo,.

## Campagne 2009
En 2009, les organisateurs ont choisi d'organiser une campagne pour mettre en garde les jeunes contre les dangers du VIH et du sida. Selon eux, les tabous sont en train de tomber, et la jeunesse marocaine est suffisamment mature et ouverte pour être mise en garde sur des sujets tels que la sexualité, les pratiques dangereuses et la toxicomanie.
Six écoles à Rabat (Moulay Youssef, Ben Mbarek, Zahra, Stwaki, Dar Essalam, Les Orangers) et quatre à Casablanca (Al Jabr, Lyautey, Mohammed V et La Résidence) ont été choisies pour participer. Battouma, membre de l'AIESEC-Anfa, dont les locaux sont situés à l'école Supinfo a déclaré : "Nous voulons rendre les choses plus ludiques en les faisant expliquer par les jeunes, mais en étant direct" 
L'opération ASK 2009, organisée par des jeunes pour des jeunes, est divisée en quatre phases sur trois mois. Du 1er janvier au 16 janvier, l'AIESEC accueille les jeunes spécialistes qui vont travailler avec les écoles. Battoum ajoute : "Comme ces jeunes sont eux-mêmes étudiants, et qu'ils viennent de loin, cela ne peut que mieux capter l'attention de nos élèves". La campagne a été lancée par une cérémonie d'ouverture le 17 janvier à la Bibliothèque nationale de Rabat et s'est poursuivie jusqu'au 18 avril lors de la cérémonie de clôture,.
De nombreuses sessions de formation ont été organisées pour des spécialistes internationaux et locaux âgés de 18 à 25 ans. Plus de 100 étudiants suivent une formation pour devenir formateurs de binômes. En partenariat avec YPEER, le réseau des formateurs de binômes a organisé une conférence le 14 février sur le SIDA et les jeunes dans l'ESCA, animée par Abdessamad, un jeune enseignant de YPEER/ALCS (Youth Peer Education Network/American Council of Learned Societies) dans le cadre du programme de formation. Une deuxième conférence a eu lieu le 7 mars, portant sur la vulnérabilité et les changements de comportement des jeunes
La cérémonie de clôture s'est déroulée sous forme de pièces de théâtre, réalisées par les étudiants eux-mêmes, dans le but de faire réagir les jeunes et d'impliquer tous les acteurs concernés dans ce débat.